# Театър „ПАН“
Театър „ПАН“ е детски театър, основан през 1990 година в град София от Панайот Цанев.

## История
Театър „ПАН“ стартира дейността си на 19 октомври 1990 г. с представлението „Приказка за зъбките“. Спектакълът е по сценарий на Таня Михайлова и режисура на Елена Хазърбасанова. 19 октомври – ден на св. Иван Рилски – е приет за патрон на театър „ПАН“. Първото представление е изиграно в „Дом за деца, лишени от родителски грижи“ в Драгалевци.

### Представления
Първите представления в репертоара на театъра са:
- „Приказка за зъбките“ – сценарий и режисура Таня Михайлова, режисура – Елена Хазърбасанова.
- „Слончето Ялмар“ и „Господин Крокотак и лошото куче Бъч“, двата спектакъла са по Доналд Бисет, режисура – проф. Атанас Илков, сценография – Мая Петрова, музика – Петър Цанков.
- „Коледа при муминтролите“ по Туве Янсон, драматизация – Панайот Цанев, режисура – Катя Илкова.

През 1992 г. по тези спектакли са издадени и първите аудиокасети с приказки и песни, компактдискове, книжки за оцветяване с приказки, пъзели и кубчета.
От май 1991 г. театър „ПАН“ стартира шоуто си „Кой е по-по-най“ съвместно с Къци Вапцаров, което по-късно той го поставя в телевизионен вариант.
През лятото на 1991 г. е началото на големите шоу програми в Зоопарк София, Зоопарк Варна, Фестивален комплекс – Варна, спортните зали във Варна, Габрово, Велико Търново.
Театър „ПАН“ играе представленията си за общини, летни и зимни курорти – на чужди езици, на сцените на театри в София и страната, в детски градини и училища, читалища из цяла България. В продължение на четири години основна сцена на театъра е Младежкият клуб на НДК.
„Приказка за зъбките“ – спектакъл, който поставя началото на благотворителната дейност на трупата. От 1990 г. всяка година театър „ПАН“ гостува по Коледа, Баба Марта, Великден, Първи юни и Денят на будителите в болници, центрове за социално слаби, SOS Детски селища – Киндердорф, домове за деца в неравностойно здравно и социално положение, училището за деца с нарушено зрение „Луи Браил“ и други. Тази дейност се осъществява благодарение финансирането от Столична община „Дирекция Култура“.
Другата инициатива на театъра са безплатните представления за летния отдих на децата на различни открити сцени на територията на София под егидата на Столична община „Дирекция Култура“ и шоу програми в столичния зоопарк.
Театър „ПАН“ започва и съвместна дейност с клуб Би-Бит, КАТ и противопожарните служби тематични образователни спектакли – „Не пресичай на червено“ и „С огъня игра не бива“ – в София и цяла България.
1993/2000 г. на щанда в ЦУМ Театър „ПАН“ започва рекламно-промоционални програми.
1998/1999 г. на огромен интерес се радва радиопредаването на вълните на Радио Тангра „Калпазански рай“ на театър „ПАН“, с водещ Панайот Цанев и Христина Ибришимова, режисьор – Десислава Стоянова.
Следват рекламни шоута и такива за безопасността на движението с Шел България.
1998/2000 г. представления на тема екология за ЕКОПАК България, за които Панайот Цанев пише образователни книжки и продуцира компактдискове с тематични песни.
2005/2009 г. програми за МОЛ-ове, промоции на популярни вериги детски магазини, общини, книжарници, съвместна работа с театри от цялата страна, благотворителни кампании, фирмени и детски партита.
Особено внимание театър „ПАН“ обръща на дългогодишното си сътрудничество със Столична община „Дирекция Култура“ в програмите за летен отдих, Великденския фестивал в Босилеград, Сърбия и различни други инициативи.

### Панаири
През декември 1991 г. театър „ПАН“, съвместно с фондация „Здравец“ организира Международен панаир за детски стоки и услуги в НДК. От 1992 г. до 2000 г. театър „ПАН“ има собствен щанд на етажа за детски играчки, където организира и първите рекламно-промоционални шоута, както за собствената си продукция, така и за ЦУМ и фирми партньори на магазина. По-късно панаирът се слива с търговското изложение „Произведено в България“. От 1993 г. театър „ПАН“ участва в множество панаири и търговски изложения в цялата страна, като Панаира на Книгата, Произведено в България, Мюзик Експо – София, Договарянията и Международния панаир Пловдив, Партнерекспо – Плевен, Краина – Кюстендил и много други. В панаира „Детски рай“ София в продължение на шест години театър „ПАН“, не само участва, но и реализира цялата развлекателно – презентационна програма на изложението. Театър „ПАН“ представя своя продукция на международни панаири на книгата Болоня, Франкфурт, Лондон, Белград, Истамбул, Скопие, Букурещ и Солун, панаири на детските играчки в Нюрнберг, Хонконг, панаири на лицензите в Лондон и Будапеща.

### Фестивали
За първи път през 1993 г. в България и на Балканите театър „ПАН“ организира и реализира Балкански фестивал на куклените театри с участието на държавни и частни театри от Албания, България, Гърция, Косово, Република Македония, Румъния, Сърбия, Хърватия и Черна гора. Фестивалът е пътуващ и се играе в София – 1993/1994 г., Тирана – 1995 г., Скопие – 1996 г., Ниш – 1997 г.
Пак през 1993 г. Театър „ПАН“ организира и Празник на куклените театри „Слънчо“ в ДКС Варна, провеждан от 1993 до 1997 г., с участието на театри от цяла България, трупи от Македония, Русия и Украйна.
1992/1994 г. следват организации на Джазфест, фолклорни празници, празници и спектакли за деца на чужди езици в Пампорово.
1993/1995 г. организация за Варненско лято на програмата „Слънчеви импулси“ – джаз, фолклор и театър.
Фестивалът на моноспектаклите – с участието на България, Македония, Сърбия.
Варненският театрален фестивал тръгва като международен именно с поканения от театър „ПАН“ спектакъл „Чуй ме“ на театър „Зоран Радмилович Зайчар“, Сърбия.
През следващите години Театър „ПАН“ развива издателската си дейност, като продължава да изнася представления и рекламно-промоционални програми.

### Съвременен репертоар
Директорът на театър „ПАН“ Панайот Цанев изцяло насочва съвременния репертоар на театъра към общообразователната програма на детските градини и училищата, като е автор на тематични сценарии и поставя образователно развлекателни спектакли с участието на деца от публиката.
- 1992 г. – „Калпазански рай“
- 1996 г. – „Не пресичай на червено“
- 1996 г. – „С огъня игра не бива“
- 1996 г. – „Дядо Коледа пристига“
- 1997 г. – „Суматоха в коледната нощ“
- 1997 г. – „Баба Марта бързала“
- 1999 г. – „Великденски звън“
- 2005 г. – „Екошоу“
- 2006 г. – „Поведение при земетресение“
- 2007 г. – „Весели небивалици“
- 2008 г. – „История на парите“
- 2009 г. – „У дома часовник трака“
- 2010 г. – „Годишните времена“
- 2011 г. – „Училище любимо“
- 2011 г. – "Зеленчуци, който не яде
- 2015 г. – „Магическо училище“

През 2015 г. театър „ПАН“ стартира нов проект за тематични интерактивни образователни спектакли, със заявка за излъчване в интернет.